# Sosa (Venezuela)
Sosa é um município da Venezuela localizado no estado de Barinas.
A capital do município é a cidade de Ciudad de Nutrias.